# Faucaria subintegra
Faucaria subintegra är en isörtsväxtart som beskrevs av L. Bol. Faucaria subintegra ingår i släktet Faucaria och familjen isörtsväxter. Inga underarter finns listade i Catalogue of Life.

## Bildgalleri

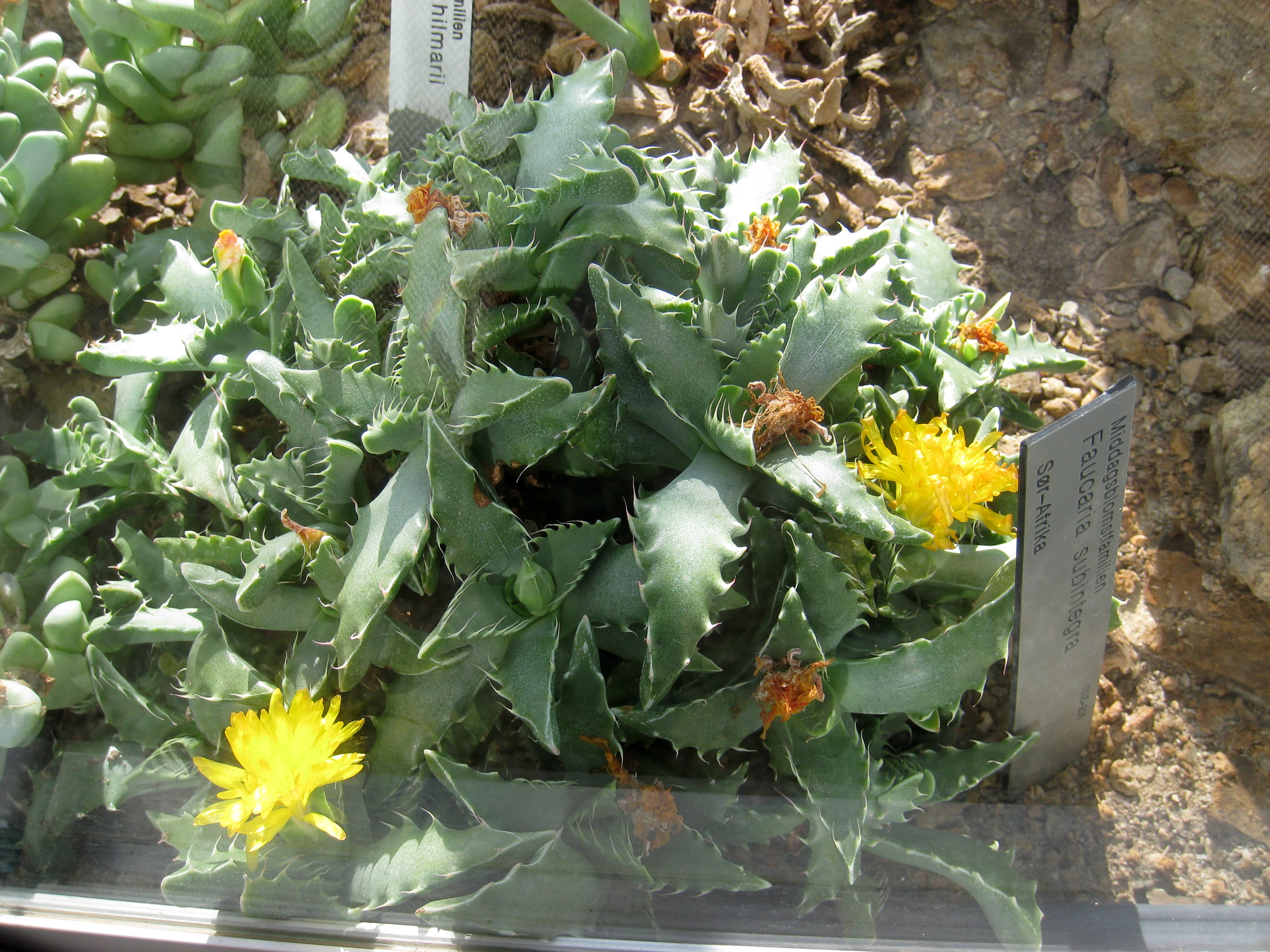